# Президентські вибори в Чорногорії 2018
Президентські вибори у Чорногорії відбулися 15 квітня 2018 року. Колишній прем'єр-міністр Чорногорії Мило Джуканович правлячої Демократичної партії соціалістів (ДПС) був обраний Президентом Чорногорії в першому турі.

## Результати
Мило Джуканочи, кандидат Демократичної партії соціалістів (ДПС) виграв вибори у першому турі, набравши 53.9% голосів. Незалежний опозиційний кандидат Младен Боянич прийшов другим з 33.4% голосів, тоді як Драгинья Вуксанович (СДП) був третім з 8.2%.
| Кандидат                  | Кандидат                  | Партія                                     | Голоси  | %     |
| ------------------------- | ------------------------- | ------------------------------------------ | ------- | ----- |
|                           | Мило Джуканович           | Демократична партія соціалістів Чорногорії | 180,274 | 53.90 |
|                           | Младен Боянич             | Незалежний                                 | 111,711 | 33.40 |
|                           | Драгинья Вуксанович       | Соціал-демократична партія Чорногорії      | 27,441  | 8.20  |
|                           | Марко Милачич             | Справжня Чорногорія                        | 9,405   | 2.81  |
|                           | Хазбія Калач              | Справедливість і примирення                | 2,677   | 0.80  |
|                           | Васильє Миличкович        | Незалежний                                 | 1,593   | 0.48  |
|                           | Добрило Дедеич            | Сербська коаліція                          | 1,363   | 0.41  |
| Invalid/blank votes       | Invalid/blank votes       | Invalid/blank votes                        | 5,998   | –     |
| Total                     | Total                     | Total                                      | 340,462 | 100   |
| Registered voters/turnout | Registered voters/turnout | Registered voters/turnout                  | 532,599 | 63.92 |
| Source: DIK               |                           |                                            |         |       |

| Голоси     | Голоси     | Голоси | Голоси | Голоси |
| ---------- | ---------- | ------ | ------ | ------ |
|            |            |        |        |        |
| Джуканович | Джуканович |        | 53.90% | 53.90% |
| Боянич     | Боянич     |        | 33.40% | 33.40% |
| Вуксанович | Вуксанович |        | 8.20%  | 8.20%  |
| Милачич    | Милачич    |        | 2.81%  | 2.81%  |
| Інші       | Інші       |        | 1.69%  | 1.69%  |